# Sister Sin
Pour les articles homonymes, voir Sister Sin (groupe).
Sin est un personnage de fiction appartenant à l'univers de Marvel Comics. Elle est apparue pour la première fois dans le comic book Captain America #290 en 1984.

## Biographie du personnage
Désireux d'avoir un héritier, le criminel de guerre Nazi Crâne Rouge mit une servante enceinte. La femme mourut durant l'accouchement, donnant naissance à une fille, ce qui enragea Schmidt. Alors qu'il allait étrangler l'enfant, son acolyte d'alors, Susan Scorbo, l'en dissuada et réussit à le convaincre de lui laisser la charge d'élever le bébé.
À l'âge adulte, Synthia Schmidt devint le leader des Sœurs du Pêché, de jeunes orphelines altérés par Crâne Rouge pour développer des pouvoirs psioniques. Sous l'identité de la Mère Supérieure, elle affronta alors pour la première fois Captain America.
Susan Corbo reprit le commandement et Synthia se fit alors appeler Sister Sin.
Capturée par le SHIELD, elle fut envoyée dans un établissement correctionnel, où l'on tenta de lui implanter de faux souvenirs (pour la normaliser).
Quand le Crâne Rouge fut assassiné par le Winter Soldier sur les ordres
d'Aleksander Lukin, le mercenaire Crossbones délivra la jeune femme et la tortura pour briser le conditionnement du SHIELD. Les deux terroristes entamèrent une relation et elle se fit appeler Sin. Ils traversèrent les USA en tuant de nombreux civils et retrouvèrent Crâne Rouge, vivant dans l'esprit du Général Lukin.
Après la 'mort' de Captain America, Sin prit la tête d'une nouvelle Escouade des Serpents pour libérer Crossbones, capturé après son méfait. Ce dernier fut pourtant repris par les forces de l'ordre.
Elle entreprit ensuite d'assassiner les candidats présidentiels mais en fut empêchée par le nouveau Captain America.
Après avoir tenté de donner le corps de Steve Rogers à l'esprit de son père, réfugié dans un corps robotique comme celui d'Arnim Zola, elle fut blessée dans une explosion et eut le visage gravement brûlé, faisant d'elle le nouveau Crâne Rouge.
Master Man l'a fit évader de prison, voulant faire d'elle le leader Nazi par excellence.

### Fear Itself
Après avoir repris les recherches de la Société Thule dirigée un temps par son père, elle retrouva la trace d'un artefact Asgardien conjuré en Antarctique, et touchant le Marteau sacré, devint l'avatar Skadi, héraut du Serpent, le dieu de la Peur, qu'elle libère de sa prison aquatique.

## Capacités
Sin a été entrainée au combat par son père. C'est une experte au combat au corps à corps. Elle est aussi très habile avec une arme et sait utiliser les explosifs modernes.